# Талапкер (Омская область)
Талапкер — остановочный пункт (до 2006 г. — разъезд) в Нововаршавском районе Омской области России. Входит в состав Новороссийского сельского поселения. Население 19 чел. (2010) .

## История
В соответствии с Законом Омской области от 30 июля 2004 года № 548-ОЗ «О границах и статусе муниципальных образований Омской области» Талапкер вошёл в состав образованного муниципального образования «Новороссийское сельское поселение».

## География
Талапкер находится в юго-восточной части региона, в пределах Ишимской равнины, являющейся частью Западно-Сибирской равнины.
Уличная сеть состоит из одного географического объекта: ул. Железнодорожная.
Абсолютная высота — 93 м над уровнем моря.

## Население
| 2010 |
| ---- |
| 19   |

Гендерный состав
По данным Всероссийской переписи населения 2010 года в гендерной структуре населения из 19 человек мужчин — 10, женщин — 9 (52,6 и 47,4 % соответственно).
Национальный состав
Согласно результатам переписи 2002 года, в национальной структуре населения казахи составляли 39 %, русские 36 % от общей численности населения в 28 чел..

## Инфраструктура
Oстановочный пункт Талапкер.

## Транспорт
Автомобильный и железнодорожный транспорт.
Просёлочные дороги.